# 1662 Hoffmann
1662 Hoffmann eller A923 RB är en asteroid i huvudbältet, som upptäcktes 11 september 1923 av den tyske astronomen Karl Wilhelm Reinmuth i Heidelberg. Den har fått sitt namn efter upptäckarens svärdotter Irmtraud Hoffmann.
Den tillhör asteroidgruppen Merxia.